# Vincent Liben
Vincent Liben est un auteur compositeur interprète belge né à Bruxelles en 1975. Il est le fondateur et leader du groupe Mud Flow de 1994 à 2010.

## Biographie
C'est en 2005 que Vincent Liben commence l'aventure en français et coécrit-réalise l'album De un à dix de la chanteuse Marie Warnant.
C'est en 2008 qu'il enregistre son premier album solo Tout va disparaître avec le producteur Rudy Coclet. Le disque est écrit, composé et arrangé par Vincent Liben mais certains morceaux sont interprétés au chant par Stéphanie Croibien. Le disque est rentré dans le top 50 des ventes en Belgique dès la première semaine de sortie. À la suite de cet album, il reçoit en 2009 l'octave "Chanson française" aux Octaves de la musique.
Depuis Re*Act (Mud Flow) en 2001, ses disques sortent sur Viva Nova qui reprend les labels Viva Disc et No Vice Music (distribués longtemps par Sony et Universal Music et actuellement par PIAS-bang!). C'est le producteur Rudy Coclet que Liben a choisi pour collaborer sur A life on standby et Ryunosuke de Mud Flow, sur De un à dix de Marie Warnant et enfin sur Tout va disparaître en solo.
En septembre 2011 sort le 2e album de Vincent Liben. L'album sort simultanément en France et en Belgique. Certains titres sont issus de l'album Tout va disparaître sorti en 2009. Le premier single Mademoiselle Liberté en duo avec Berry est diffusé sur plusieurs radios françaises et le clip est entré en playlist sur M6 depuis juin 2011.
2012-2013, préparation d'un nouvel album.
Le 10 avril 2013, Vincent met en ligne le morceau Animalé en écoute sur soundcloud.
Animalé, l'album, sort en 2015 et 3 singles en seront issus.
Il collabore ensuite avec la chanteuse Lisza en tant que producteur/arrangeur sur son premier album, La Vie Sauvage, sorti en mars 2017 et dont seront extraits trois vidéos : La Cavale, Orphelin et Tonino. Ils préparent actuellement le prochain album qui devrait voir le jour en 2020.
Parallèlement à cela, Vincent Liben a commencé par travailler comme compositeur pour le cinéma et la télévision, avec en 2018 la musique originale d'une part d'ombre de Samuel Tilman  et la série Champion de  Monir Ait Hamou, Hicham Insaan et Thomas François. Il a été nommé pour la meilleure musique originale aux Magritte 2019 pour le film "Une part d'ombre".

## Discographie de Vincent Liben
- Albums :

1. LIBEN - Tout va disparaitre (Janvier 2009 - Viva Disc/Pias)
2. Vincent Liben - Vincent Liben (Septembre 2011 Belgique/France - PlayOn/Pias)
3. Vincent Liben - Animalé (2015 Belgique/France - T4A/Pias)
4. LISZA - La vie sauvage (2017 Belgique/France - Animalé)

- BO Cinéma et télévision

1. Une part d'ombre (2018)
2. CHAMPION'' (2018)
3. Quartier des Banques Saison 2 (2020)